# Движение 30 мая
Движение 30 мая (кит. упр. 五卅 运动, кит. трад. 五卅 運動, пин. Wǔsà Yùndòng) — масштабное рабочее и антиимпериалистическое движение в Китае, ставшее началом Революции 1925—1927 годов. Поводом к его возникновению стал расстрел британскими солдатами-сикхами рабочей демонстрации в Шанхайском международном сеттльменте 30 мая 1925 года.

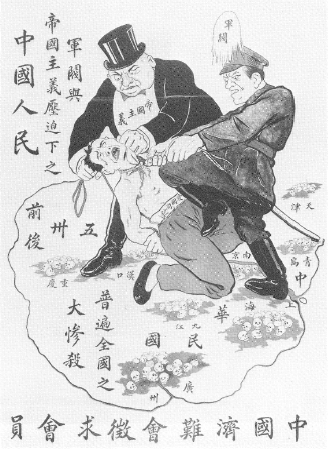
Пропагандистский плакат с изображением западного буржуя и китайского милитариста, пытающих протестующего

К началу 1925 года благодаря пропагандистской работе Гоминьдана значительная часть рабочих и студентов Шанхая была настроена против западных держав и фактически сотрудничавшей с ними Чжилийской клики, контролировавшей Пекин; кроме того, массовое недовольство вызывали планы правительства ввести более строгую цензуру и запретить детский труд (поскольку жалованье, получаемое детьми, во многих рабочих семьях Шанхая было важным подспорьем). 
В феврале 1925 года возник конфликт между китайскими рабочими и японскими управляющими хлопчатобумажных фабрик; после стычки, в ходе которой один из управляющих погиб, японцы начали ходить на работу с оружием. 15 мая конфликт достиг своего апогея, когда японский управляющий застрелил начавшего ломать станки рабочего Ку Чен Хуна, что в скором времени привело к забастовкам. 
Спустя неделю после убийства Хуна была арестована группа студентов, направлявшихся на его похороны и нёсшая плакаты с политическими лозунгами. Суд над ними был назначен на 30 мая, и в тот же день произошла рабочая демонстрация в поддержку арестованных, в ходе которой протестующие пытались проникнуть в полицейский участок, где содержались задержанные. После ареста ещё пятнадцати человек, руководивших протестами на Нанкинской дороге, изначально мирная демонстрация переросла в столкновение: протестующие начали выкрикивать антизападные лозунги и попытались взять отделение полиции штурмом, в ответ на что местные полицейские и британские солдаты-сикхи открыли по толпе огонь. По меньшей мере четыре демонстранта было убито на месте, ещё пятеро скончались от полученных ранений позже.
На следующий день толпы протестующих студентов заняли здание торговой палаты, потребовав наказать виновных в произошедшем расстреле, и призвав к отказу от торговли с иностранцами; заместитель председателя палаты был вынужден согласиться с выдвинутыми ими условиями. 1 июня муниципальный совет Шанхая объявил о введении военного положения и запросил иностранную военную помощь для разрешения ситуации. 
В течение следующего месяца происходили забастовки на фабриках и в магазинах (в первую очередь принадлежавших иностранцам), а также спорадически возникали стычки и уличные беспорядки, в которых погибло, по разным оценкам, от 20 до 300 человек и несколько сотен было ранено. Волнения в Шанхае продолжались до ноября 1925 года, то есть до окончательного захвата власти Чан Кайши.
Под влиянием шанхайских событий началась забастовка в Гонконге и Гуанчжоу, а также к протесты в других китайских городах. Движение 30 мая привело к существенному ослаблению позиций иностранных держав в Китае и началу отмены так называемых неравноправных договоров.